# Проскурнин, Борис Михайлович
Бори́с Миха́йлович Проску́рнин (род. 25 января 1951, п. Лёвиха, Свердловская область) — российский литературовед-англист, доктор филологических наук (1997), профессор (1998), заведующий кафедрой мировой литературы и культуры, декан факультета современных иностранных языков и литератур Пермского университета (2003—2022). Лидер научного направления «Художественные закономерности мирового литературного процесса».

## Биография
В 1973 году с отличием окончил филологический факультет Пермского университета по специальности «Романо-германские языки и литература».
С 1973 года работал в Пермском университете. Прошёл путь от ассистента до профессора. Со студенческих лет сфера интересов — английская литература XIX—XX веков.
С 1976 по 1980 год учился в заочной аспирантуре при кафедре зарубежной литературы филологического факультета ПГУ. В 1982 году защитил диссертацию на соискание учёной степени кандидата филологических наук «„Паллизеровские“ романы Энтони Троллопа. Проблемы метода и жанра» в МГПИ им. В. И. Ленина.
C 1984 года — старший преподаватель, с 1990 года — доцент и один из ведущих преподавателей кафедры зарубежной литературы ПГУ.
С 1994 года (по настоящее время) — заведующий кафедрой зарубежной литературы (к сегодняшнему дню — кафедра мировой литературы и культуры).
С 1994 по 1997 год участвовал в Международном проекте по созданию Регионального центра изучения английской истории, культуры и литературы XIX века («Викторианский центр»).
В 1997 году защитил в МПГУ докторскую диссертацию «Английский политический роман XIX в.: проблемы генезиса и эволюции». C 1998 года — профессор кафедры мировой литературы и культуры Пермского университета и председатель Методического совета университета.
2001 год — чтение лекций по русско-зарубежным литературным связям и типологическим схождениям в университете Тюбингена (ФРГ).
С 2002 по 2005 год участвовал в Международном проекте «Восприятие творчества Г. Дж. Уэллса в Европе».
С 2003 года по август 2022 года — декан факультета современных иностранных языков и литератур Пермского университета.
С 2005 года по 2019 год участвовал в Международном проекте «Современная британская литература в российских вузах» в качестве содиректора с российской стороны.
С 2011 года по 2016 год участвовал в Международном проекте «Восприятие творчества Джордж Элиот в Европе».
Дочери: филолог-македонист Мария Проскурнина (род. 1973), историк Дарья Вершинина (род. 1982).

## Научная деятельность
Основные работы посвящены развитию и проблемам поэтики английского романа XIX—XXI веков, динамике английского литературного процесса в контексте мировой литературы, жанровой топологии английской литературы, инновационному изучениею викторианства как социокультурного явления в истории Великобритании XIX—XX вв. . В круг научных интересов входят такие писатели, как В. Скотт, Ч. Диккенс, В. М. Теккерей, Дж. Элиот, Дж. Мередит, Дж. Конрад, Д. Г. Лоуренс и др. Разрабатывал вопросы теории и истории английского политического романа; ввел в научный литературоведческий обиход творчество М. О. Уорд, одним из первых научно осмыслил ряд романов Дж. Голта, Дж. Мередита, Р. Киплинга, М. Эдельмана, П. П. Рида, М. Брэгга и др. Кроме того, занимается изучением проблем преподавания мировой литературы в вузе и школе.
Является членом Российской ассоциации преподавателей английской литературы (входил в её Координационный совет) и почётным членом Senior Common Room колледжа Св. Магдалены (Оксфордский университет, Великобритания). Главный редактор межвузовского сборника научных трудов «Проблемы метода и поэтики в мировой литературе», входит в редколлегии четырёх научных журналов в Пермском, Рязанском, Южном Федеральном (Ростов-на-Дону) университетах.
В соавторстве с доцентом Р. Ф. Яшенькиной написал несколько учебных пособий, в том числе с грифом Учебно-методического управления педагогических вузов при Министерстве общего и профессионального образования Российской Федерации — «Зарубежная литература XIX века: западноевропейская реалистическая проза» (1998). Эта работа неоднократно переиздавалась; во многих российских вузах она стала основным учебным пособием для изучения реализма как художественного направления в зарубежной литературе XIX века.

### Руководитель научных проектов
- Руководство научным направлением «Художественные закономерности мирового литературного процесса» (с 1994 года).
- Международный проект по созданию Регионального центра изучения английской истории, культуры и литературы XIX века («Викторианский центр»; 1994—1997 год).
- Грант РГНФ 03-04-00196а «Джордж Элиот. Романное искусство и философский контекст» (2003—2005 годы).
- Международный проект «Современная британская литература в российских вузах» (c 2005 по 2019 год).

## Награды
- Нагрудный знак «Почётный работник высшего профессионального образования Российской Федерации» (2003).
- Медаль Министерства высшего образования и науки РФ «За вклад в реализацию государственной политики в области образования» (2021)
- Заслуженный профессор Пермского университета (2022)

## Основные работы
Книги и брошюры
- Проскурнин Б. М. Парламентские романы Энтони Троллопа и проблемы эволюции английского политического романа. — Пермь: Пермский ун-т, 1992. — 111 с.
- Проскурнин Б. М. Английская литература 1900—1914 годов (Дж. Р. Кипплинг, Дж. Конрад, Р. Л. Стивенсон). Текст лекций. — Пермь: Перм. гос. ун-т, 1993. — 96 с.
- Проскурнин Б. М. Английский политический роман XIX века: Очерки генезиса и эволюции. — Пермь: Перм. гос. ун-т, 2000. — 285 с.
- Проскурнин Б. М., Яшенькина Р. Ф. История зарубежной литературы XIX в.: Западноевропейская реалистическая проза: учеб. пособие. 2-е изд. — М.: Флинта; Наука, 2004 (3-е изд. — 2006; 4-е изд., испр. и доп. — 2008). — 418 с.
- Проскурнин Б. М. Идеи времени и зрелые романы Джордж Элиот. — Пермь: Перм. гос. ун-т., 2005. — 144 с.
- Проскурнин Б. М., Яшенькина Р. Ф. Из истории зарубежной литературы. Зарубежная поэзия 1830—1870-х годов (Генрих Гейне, Шарль Бодлер, Уолт Уимтен): текст лекций. учеб. пособие. — Пермь: Перм. гос. ун-т, 2010. — 154 с.

Статьи и главы в коллективных трудах
- Проскурнин Б. М. Джордж Элиот и её роман «Мельница на Флоссе» // Зарубежная литература XIX века: практикум. — М.: Флинта; Наука, 2002. — С. 422—440.
- Проскурнин Б. М. Динамика характерологии в литературе рубежа веков (предварительные заметки в свете исторической поэтики) // Филологические заметки. — Пермь: Перм. гос. ун-т., 2002. Вып. 1. — С. 270—282.
- Проскурнин Б. М. Джордж Элиот и интеллектуализация английской художественной прозы (основные аспекты проблемы) // Филологические заметки: межвуз. сб. науч. тр. — Пермь: Перм. гос. ун-т., 2003. Вып. 2. — С. 88—107.
- Проскурнин Б. М. Почему необходимо изучать творчество Джордж Элиот, или Новые подходы к английскому викторианству как социокультурной целостности // Проблемы литературного образования: материалы IX всерос. науч.-практ. конф. «Актуальные проблемы филологического образования: наука — вуз — школа». — Екатеринбург: Урал. гос.пед.ун-т, 2003. С. 184—193.
- Проскурнин Б. М. Почему Джордж Элиот недооценена в современной России, или О пользе зарубежного взгляда на российскую англистику // Вопросы литературы. — 2005. — № 2. — С. 261—274.
- Проскурнин Б. М. Художественный текст и художественное произведение: где заканчивается одно и начинается другое (к вопросу о целостности филологического анализа) // Проблемы функционирования языка в разных сферах речевой коммуникации (к 80-летию проф. М. Н. Кожиной): материалы Междунар. науч. конф. / отв. ред. М. П. Котюрова. — Пермь: Перм. ун-т, 2005. С. 330—336.
- Проскурнин Б. М. Динамика художественного психологизма в мировой литературе на рубеже XIX—XX веков // Anglistika: сб. ст. по литературе и культуре России и Великобритании / Рос. ассоциация преп. англ. лит.; отв. ред. Е. Н. Черноземова. — М.: МГПУ, 2005. Вып. 10. Юбил. — С. 33—52.
- Lyubimova A., Proskurnin B. H. G. Wells in Russian Literary Criticism, 1890s — 1940s // The Reception of H.G.Wells in Europe / Ed. by Patrick Parrinder and John S. Partington. London; — New York: Thoemmes Continuum, 2005. — P. 63—73.
- Проскурнин Б. М. Джордж Элиот и Дэвид Герберт Лоуренс: так ли далеки викторианство и модернизм? // Филолошки студии. — Скопје, Перм, Лубльяна, Загреб, 2007. Вып. 5. Vol. 2. — C. 60—70.
- Проскурнин Б. М. Динамиката на уметничкиот психологизмам во светската литература кон крајот на 19 и почетокот на 20 век // Спектар. Списание на институтот за македонска литература. — Скопје, 2007. Број49. — С. 93—107.
- Проскурнин Б. М. Жизнь как текст и текст как жизнь в романе Мартина Эмиса «Записки о Рейчел» // Вест. Перм. ун-та. 2008. Вып. 5 (21). Иностранные языки и литературы. — С. 40—48.
- Проскурнин Б. М. Джордж Элиот и английская литература XX века // Английская литература от XIX века к XX, от XX к XIX. Проблема взаимодействия литературных эпох. — М.: ИМЛИ РАН, 2009. С. 43—83.
- Проскурнин Б. М. Изучение мировой литературы в Пермском государственном университете: история и перспективы // Вестник Пермского научного центра. — Апрель-июль 2010. — № 2. — С. 39—45.
- Проскурнин Б. М. Реализм? Неоромантизм? Модернизм? Взгляд на роман Дж. Конрада «Лорд Джим» // Вестн. Перм. ун-та. Российская и зарубежная филология. — 2010. — № 2(8). — С. 119—125.
- Проскурнин Б. М. Единство в многообразии: об актуальных проблемах сравнительно-типологического изучения мировой литературы // Вестник Пермского университета. Серия «Российская и зарубежная филология». — 2010. — № 4 (10). — С. 219—222.
- Проскурнин Б. М. Реализм? Модернизм? Постмодернизм? Пост-постмодернизм? Размышления о современной британской прозе // Вестн. Перм. ун-та. Российская и зарубежная филология. — 2010. — № 6 (12). — С. 209—214.
- Проскурнин Б. М. Изучение мировой литературы в Пермском государственном университете: исторический взгляд в будущее // Вестник Пермского университета. Серия «Российская и зарубежная филология». — 2016. — № 4 (36). — С. 156—165.